# Джеймс, Джордан
Джордан Энтони Джеймс (англ. Jordan Anthony James; родился 2 июля 2004, Херефорд, Англия) — валлийский футболист, центральный полузащитник французского клуба «Ренн» и сборной Уэльса.

## Клубная карьера
Воспитанник футбольной академии клуба «Бирмингем Сити». В основном составе клуба дебютировал 2 ноября 2021 года в матче Чемпионшипа против «Бристоль Сити». 19 февраля 2022 года забил свой первый гол за клуб в матче Чемпионшипа против «Сток Сити».
12 августа 2024 года перешёл во французский клуб «Ренн».

## Карьера в сборной
Может выступать за сборные Англии, где родился, и Уэльса, откуда родом его отец. Выступал за сборные Уэльса до 15, до 16 и до 18 лет.
В марте 2022 года сыграл за сборную Англии до 20 лет в матчах против Польши и Германии.
25 марта 2023 года дебютировал в составе главной сборной Уэльса в матче отборочного турнира к Евро-2024 против сборной Хорватии.